# Mistrzostwa Świata w Biathlonie 2025
55. Mistrzostwa Świata w Biathlonie odbyły się w dniach 11–23 lutego 2025 roku w szwajcarskim Lenzerheide. Były to pierwsze mistrzostwa świata w biathlonie w całości rozgrywane w Szwajcarii, poprzednio Szwajcaria współorganizowała Mistrzostwa Świata w Biathlonie 1985. 
Podczas mistrzostw rozegranych zostało pięć konkurencji wśród kobiet i mężczyzn: sprint, bieg pościgowy, bieg indywidualny, bieg masowy i sztafeta oraz dwie konkurencje mieszane: sztafeta mieszana i pojedyncza sztafeta mieszana.

## Program mistrzostw
| Data                            | Kobiety | Kobiety                                          | Mężczyźni                                        | Mężczyźni                                        |
| ------------------------------- | ------- | ------------------------------------------------ | ------------------------------------------------ | ------------------------------------------------ |
| 12 lutego                       | 14:30   | Sztafeta mieszana (4 × 6 km)                     | Sztafeta mieszana (4 × 6 km)                     | Sztafeta mieszana (4 × 6 km)                     |
| 14 lutego                       | 15:05   | Sprint (7,5 km)                                  |                                                  |                                                  |
| 15 lutego                       |         |                                                  | 15:05                                            | Sprint (10 km)                                   |
| 16 lutego                       | 12:05   | Bieg pościgowy (10 km)                           | 15:05                                            | Bieg pościgowy (12,5 km)                         |
| 18 lutego                       | 15:05   | Bieg indywidualny (15 km)                        |                                                  |                                                  |
| 19 lutego                       |         |                                                  | 15:05                                            | Bieg indywidualny (20 km)                        |
| 20 lutego                       | 16:05   | Pojedyncza sztafeta mieszana (4 × 3 km + 1,5 km) | Pojedyncza sztafeta mieszana (4 × 3 km + 1,5 km) | Pojedyncza sztafeta mieszana (4 × 3 km + 1,5 km) |
| 22 lutego                       | 12:05   | Sztafeta (4 × 6 km)                              | 15:05                                            | Sztafeta (4 × 7,5 km)                            |
| 23 lutego                       | 13:45   | Bieg masowy (12,5 km)                            | 16:05                                            | Bieg masowy (15 km)                              |
| Godziny rozpoczęcia według CET. |         |                                                  |                                                  |                                                  |

## Medaliści i medalistki
| Konkurencja                  | Złoto                                                                                    | Srebro                                                                                           | Brąz                                                                       | Źr.    |
| ---------------------------- | ---------------------------------------------------------------------------------------- | ------------------------------------------------------------------------------------------------ | -------------------------------------------------------------------------- | ------ |
| Sztafeta mieszana            | Francja Éric Perrot · Émilien Jacquelin · Lou Jeanmonnot-Laurent · Julia Simon           | Czechy Jessica Jislová · Tereza Voborníková · Vítězslav Hornig · Michal Krčmář                   | Niemcy Selina Grotian · Franziska Preuß · Philipp Nawrath · Justus Strelow | [ 1 ]  |
| Sprint kobiet                | Justine Braisaz-Bouchet                                                                  | Franziska Preuß                                                                                  | Suvi Minkkinen                                                             | [ 2 ]  |
| Sprint mężczyzn              | Johannes Thingnes Bø                                                                     | Campbell Wright                                                                                  | Quentin Fillon Maillet                                                     | [ 3 ]  |
| Bieg pościgowy kobiet        | Franziska Preuß                                                                          | Elvira Öberg                                                                                     | Justine Braisaz-Bouchet                                                    | [ 4 ]  |
| Bieg pościgowy mężczyzn      | Johannes Thingnes Bø                                                                     | Campbell Wright                                                                                  | Éric Perrot                                                                | [ 5 ]  |
| Bieg indywidualny kobiet     | Julia Simon                                                                              | Ella Halvarsson                                                                                  | Lou Jeanmonnot                                                             | [ 6 ]  |
| Bieg indywidualny mężczyzn   | Éric Perrot                                                                              | Tommaso Giacomel                                                                                 | Quentin Fillon Maillet                                                     | [ 7 ]  |
| Pojedyncza sztafeta mieszana | Francja Quentin Fillon Maillet · Julia Simon                                             | Norwegia Johannes Thingnes Bø · Ragnhild Femsteinevik                                            | Niemcy Franziska Preuß · Justus Strelow                                    | [ 8 ]  |
| Sztafeta kobiet              | Francja Lou Jeanmonnot-Laurent · Justine Braisaz-Bouchet · Océane Michelon · Julia Simon | Norwegia Karoline Knotten · Ingrid Landmark Tandrevold · Maren Kirkeeide · Ragnhild Femsteinevik | Szwecja Anna Magnusson · Ella Halvarsson · Hanna Öberg · Elvira Öberg      | [ 9 ]  |
| Sztafeta mężczyzn            | Norwegia Endre Strømsheim · Tarjei Bø · Sturla Holm Lægreid · Johannes Thingnes Bø       | Francja Émilien Claude · Fabien Claude · Éric Perrot · Quentin Fillon Maillet                    | Niemcy Philipp Nawrath · Danilo Riethmüller · Johannes Kühn · Philipp Horn | [ 10 ] |
| Bieg masowy kobiet           | Elvira Öberg                                                                             | Oceane Michelon                                                                                  | Maren Kirkeeide                                                            | [ 11 ] |
| Bieg masowy mężczyzn         | Endre Strømsheim                                                                         | Sturla Holm Lægreid                                                                              | Johannes Thingnes Bø                                                       | [ 12 ] |

## Tabela medalowa
*   Gospodarz ( Szwajcaria)
| Miejsce | Reprezentacja     | Złoto | Srebro | Brąz | Razem |
| ------- | ----------------- | ----- | ------ | ---- | ----- |
| 1       | Francja           | 6     | 2      | 5    | 13    |
| 2       | Norwegia          | 4     | 3      | 2    | 9     |
| 3       | Szwecja           | 1     | 2      | 1    | 4     |
| 4       | Niemcy            | 1     | 1      | 3    | 5     |
| 5       | Stany Zjednoczone | 0     | 2      | 0    | 2     |
| 6       | Czechy            | 0     | 1      | 0    | 1     |
| 6       | Włochy            | 0     | 1      | 0    | 1     |
| 8       | Finlandia         | 0     | 0      | 1    | 1     |
| Razem   | Razem             | 12    | 12     | 12   | 36    |